# 滅惡山脈
滅惡山脈（朝鲜语：／），是位於朝鮮半島中部的山脈，今屬於朝鮮民主主義人民共和國的國境，是昔日平安南道、黃海道、咸鏡南道及江原道的天然邊界，也是現時黃海南道跟黃海北道天然邊界。滅惡山脈從狼林山脈的南部起始，有滅惡山、長壽山等山峰。在元朝時名叫慈悲嶺，是高麗跟元朝的邊界山脈。
鄰接滅惡山脈的地區有：
- 黃海北道
  - 麟山郡
  - 瑞興郡
  - 平山郡